# Notovoluta kreuslerae
Notovoluta kreuslerae is een slakkensoort uit de familie van de Volutidae. De wetenschappelijke naam van de soort is voor het eerst geldig gepubliceerd in 1865 door Angas.